# طب إخلافي
علاج الداء بضده أو الطب الإخلافي، أو المُعالجة المُخالِفة، هو مصطلح قديم يستخدم لتعريف الطب الحديث القائم على العلم. هناك اختلافات إقليمية في استخدام هذا المصطلح. في الولايات المتحدة، يستخدم المصطلح للتناقض مع طب تقويم العظام، وخاصة في مجال التعليم الطبي.
تمت صياغة المصطلحات في عام 1810 من قبل مخترع المعالجة المثلية، صمويل هانيمان. تم استخدامه في الأصل من قبل المعالجين المثليين في القرن التاسع عشر كمصطلح مهين للطب البطولي، والطب الأوروبي التقليدي في ذلك الوقت ومقدمة للطب الحديث، الذي لم يعتمد على دليل الفعالية. اعتمد الطب البطولي على الاعتقاد بأن المرض ناتج عن اختلال التوازن بين «الأخلاط» الأربعة (الدم، والبلغم، وعصارة المرارة الصفراء، والسوداء) وسعى إلى علاج أعراض المرض من خلال تصحيح هذا الخلل، باستخدام أساليب «قاسية ومؤذية» لتحفيزأعراض يُنظر إليها على أنها معاكسة لأعراض الأمراض بدلًا من معالجة أسبابها الأساسية: نتج المرض عن زيادة في أحد الأخلاط، وبالتالي يمكن علاجها بـ «نقيضها».
الآن يشير مصطلح «الطب الإخلافي» بين المعالجين المِثليين وغيرهم من دعاة الطب البديل، إلى «فئة واسعة من الممارسة الطبية التي تسمى أحيانًا الطب الغربي، أو الطب الحيوي، أو الطب القائم على الأدلة، أو الطب الحديث.» استمر استخدام هذه التسمية لوصف أي شيء لم يكن من المعالجة المثلية. لم يتم قبول المعنى الضمني للتسمية من قبل الطب التقليدي ولا يزال يُعتبر ازدراءً من قبل البعض. وليام جارفيس، خبير في الطب البديل والصحة العامة، ينص على أنه «على الرغم من أن العديد من العلاجات الحديثة يمكن أن تُفَسر على أنها تتوافق مع الأساس المنطقي (على سبيل المثال، استخدام ملين لتخفيف الإمساك)، فإن الطب النموذجي لم يَتفق أبداً مع مبدأ المعالجة الإخلافية» وأن التسمية «الإخلاف» كانت «تعتبر شديدة السخرية من الطب المنتظم.» معظم العلاجات الطبية الحديثة القائمة على العلم (المضادات الحيوية، واللقاحات، والعلاجات الكيميائية، على سبيل المثال) لا تتناسب مع تعريف صمويل هانيمان للطب الإخلافي، لأنها تسعى إلى الوقاية من المرض، أو التخفيف من المرض عن طريق القضاء على سببه.

## أصل الكلمة
المصطلحات «الطب الإخلافي» و «الإخلاف» مأخوذة من البادئة اليونانية "ἄλλος" (إلوس)، بمعنى: «آخر، أومختلف» + اللاحِقة "πάθος" (باثوس) بمعنى: «معاناة».

## تاريخ
كان يشار أحيانًا إلى ممارسة الطب في كل من أوروبا وأمريكا الشمالية خلال أوائل القرن التاسع عشر باسم الطب البطولي بسبب الإجراءات الشديدة (مثل الإدماء) المستخدمة أحيانًا في محاولة لعلاج الأمراض. تم استخدام مصطلح الإخلاف من قبل هانيمان وغيره من المعالجين الِمثليين الأوائل لإبراز الاختلاف الذي لاحظوه بين المعالجة المِثلية والطب البطولي «التقليدي» في عصرهم. باستخدام مصطلح الإخلاف (بمعنى «خِلاف المرض»)، قصد هانيمان الإشارة إلى كيف استخدم الأطباء ذوو التدريب التقليدي مناهج علاجية، في رأيه، عالجت الأعراض فقط وفشلت في معالجة الإختلاف الناتج عن المرض الأساسي.[توضيح مطلوب] رأى المعالجون المِثليون أن مثل هذه العلاجات العَرضية هي «علاج الأضداد للأضداد» ويعتقدون أن هذه الأساليب ضارة بالمرضى.
استخدم ممارسو الطب البديل مصطلح «الطب الإخلافي» للإشارة إلى ممارسة الطب التقليدي في كل من أوروبا والولايات المتحدة منذ القرن التاسع عشر. في ذلك القرن، تم استخدام مصطلح الإخلاف في أغلب الأحيان كاسم ازدرائي لممارسي الطب البطولي، مقدمة للطب الحديث الذي لم يعتمد في حد ذاته على دليل الفعالية.
يناقش جيمس وورتون هذا اللفظ الإزدرائي التاريخي:
كان أحد أشكال الحرب الكلامية المستخدمة للانتقام من قبل الغير نظاميّين هو كلمة «إخلافي». ... تم استخدام «الإخلافي» و «العلاج الإخلافي» بشكل متحرّر كتحقير من قبل جميع الأطباء الغير نظاميّين في القرن التاسع عشر، واعتبرت المصطلحات مسيئة للغاية من قبل أولئك الذين وُجِّهت إليهم. إن القبول العام غير المتشكك لـ [مصطلح] «الطب الإخلافي» من قبل أطباء اليوم هو مؤشر على كلٍ من نقص الوعي بالاستخدام التاريخي للمصطلح والذوبان الأخير للعلاقات بين الغير نظاميّين والإخلافيّن.
يمكن إرجاع الجدل الدائر حول المصطلح إلى استخدامه الأصلي خلال الخِلاف الساخن في القرن التاسع عشر بين ممارسي المعالجة الِمثلية وأولئك الذين يشار إليهم بسخرية باسم «الإخلافيّين».
استخدم هانيمان مصطلح «مُعالجة مُخالِفة» للإشارة إلى ما رآه كنظام طبي يكافح المرض باستخدام علاجات تُنتج تأثيرات مختلفة على أشخاص اصِحاء (ومن هنا جذر يوناني «مختلف») عن التأثيرات الناتجة عن المرض المُراد علاجه. يأتي الإختلاف من استخدام في المعالجة المِثلية مواد يُقصد بها إحداث تأثيرات مشابهة لأعراض المرض في علاج المرضى (المِثلية - بمعنى مشابه).
كما يستخدم من قبل المعالجين المِثليين، فإن مصطلح المعالجة الإخلافية يشير دائمًا إلى مبدأ علاج المرض عن طريق إعطاء المواد التي تنتج أعراضًا أخرى (عند إعطائها للإنسان السليم) من الأعراض التي ينتجها المرض. على سبيل المثال، قد يشمل جزء من العلاج الإخلافي للحُمى استخدام دواء يقلل من الحُمى، بينما يشمل أيضًا دواء (مثل مضاد حيوي) يهاجم سبب الحمى (مثل العدوى البكتيرية). على النقيض من ذلك، فإن العلاج المِثلي للحمى هو علاج باستخدم جرعة مخففة من مادة يمكن أن تسبب الحمى في الشخص السليم إذا أُعطت له بشكل غير مُخفف. عادة ما يتم تخفيف هذه المستحضرات بشدة لدرجة أنها لم تعد تحتوي على أي جزيئات فعلية من المادة الأصلية. استخدم هانيمان هذا المصطلح لتمييز الطب كما كان يمارِس في عصره عن استخدامه لجرعات صغيرة جدًا (أو غير موجودة) من المواد لعلاج الأسباب الروحية للمرض.
تنص الموسوعة المصاحبة لتاريخ الطب على أن «[هانيمان] أعطى اسماً شاملاً للممارسة المتنظمة، وأطلق عليها اسم«العلاج الإخلافي». استخدم هذا المصطلح، على الرغم من عدم دقته، من قبل أتباعه وحركات أخرى غير تقليدية لتحديد الأساليب السائدة أنها لا تشكل أكثر من» مدرسة«طب منافسة، مهما كانت مهيمنة من حيث عدد المؤيدين الممارسين والمرضى».
على عكس الاستخدام الحالي، احتفظ هانيمان بمصطلح «الطب الإخلافي» لممارسة علاج الأمراض عن طريق الأدوية التي تسبب أعراضًا لا علاقة لها (أي ليست متشابهة ولا معاكسة) لأعراض المرض. وقد أطلق على ممارسة علاج الأمراض عن طريق الأدوية التي تنتج أعراضًا معاكسة لأعراض المريض «التشافي» (من اليونانية ἐνάντιος (ناديوس)، والتي تعني «المعاكس») أو «الطب المضاد». بعد وفاة هانيمان، تم إهمال مصطلح «التشافي» وتم توحيد مفهومي الطب الإخلافي والطب المُضاد إلى حد ما. مع ذلك، كلاهما يشير إلى ما كان يعتقده هانيمان حول الممارسات الطبية في عصره، بدلًا من أفكار الحاضر. لم يفترض الأطباء التقليديون في القرن التاسع عشر أبداً أن التأثيرات العلاجية للأدوية مرتبطة بالضرورة بالأعراض التي تسببها في الأشخاص الأصحاء (على سبيل المثال، قام جيمس لند باختبار منهجي للعديد من المواد والأطعمة الشائعة لتأثيرها في علاج الإسقربوط عام 1747 واكتشف أن عصير الليمون كان فعّالًا بشكل خاص، ولم يجر أي دراسات لهذه المواد على متطوعين أصحاء).

## حاليًا
يستخدم المصطلح في العصر الحديث للتمييز بين نوعين من كليات الطب الأمريكية (كلاهما يعلم جوانب الطب القائم على العلم ولا يعلم أي منهما المعالجة المثلية): الطب الإخلافي (منح درجة دكتور في الطب MD) وطب تقويم العظام (منح درجة دكتوراه في تقويم العظام DO).
لا يزال استخدام المصطلح شائعًا بين المعالجين المِثليين وانتشر إلى ممارسات الطب البديل الأخرى. لم يتم قبول المعنى الضمني للتسمية من قبل الطب التقليدي ولا يزال يعتبر ازدراء من قبل البعض. يقول ويليام جارفيس، الخبير في الطب البديل والصحة العامة، أنه «على الرغم من أن العديد من العلاجات الحديثة يمكن أن تُفسر على أنها تتوافق مع الأساس المنطقي الإخلافي (على سبيل المثال، استخدام ملين لتخفيف الإمساك)، فإن الطب النموذجي لم يولِ أبدًا لأحد مبادئ الطب الإخلافي» وأن التسمية «الإخلاف» كانت «تعتبر شديدة السخرية من الطب المنتظم».
معظم العلاجات الطبية الحديثة المستندة إلى العلم (المضادات الحيوية، واللقاحات، والعلاجات الكيميائية، على سبيل المثال) لا تتوافق مع تعريف صمويل هانيمان للطب الإخلافي، لأنها تسعى إلى الوقاية من المرض، أو إزالة سبب المرض من خلال العمل على سبب المرض.

## وصلات خارجية
تعريف القاموس للمعاجة الإخلافية في ويكيبيديا